# Attack on Titan (игра)
Attack on Titan (в Европе — A.O.T.: Wings of Freedom) — компьютерная игра в жанре hack and slash, основанная на аниме-сериале «Атака на титанов», который в свою очередь основывается на одноимённой серии манги Хадзиме Исаямы. Игра была выпущена для PlayStation 3, PlayStation 4 и PlayStation Vita в Японии 18 февраля 2016 года. 7 апреля Koei Tecmo объявила о выпуске игры в Северной Америке и Европе в августе 2016. Также были представлены версии для Windows и Xbox One. 20 марта 2018 года по всему миру был выпущен сиквел игры, Attack on Titan 2.

## Игровой процесс
Визуальный дизайн игры соответствует аниме-сериалу. Для подъёма на возвышенности игрок может использовать устройство пространственного маневрирования.
В игре представлено десять игровых персонажей. Первоначально для выбора доступно три, но по мере прохождения сюжетного режима открываются остальные. Среди доступных персонажей — Эрен Йегер, Микаса Аккерман, Армин Арлерт, Жан Кирштейн, Конни Спрингер, Саша Браус, Криста Ленц, Леви Аккерман, Ханджи Зое и Эрвин Смит.

## Сюжет
Игра пересказывает ключевые моменты манги «Атака на титанов» (главы с 1 по 33), которые также освещаются в первом сезоне аниме-сериала, а также содержит дополнительные сюжетные линии с участием ключевых персонажей.

## Разработка
Игра разрабатывалась Omega Force, издателем выступила Koei Tecmo. Впервые игра была представлена в рамках Gamescom. 6 ноября 2015 года был представлен новый трейлер, а также было анонсировано коллекционное издание. Игра была выпущена для PlayStation 3, PlayStation 4 и PlayStation Vita в Японии. После анонса версии для западных стран также были выпущены версии для Xbox One и Windows.

## Критика
| Сводный рейтинг    | Сводный рейтинг          |
| Агрегатор          | Оценка                   |
| ------------------ | ------------------------ |
| GameRankings       | 74,90 %                  |
| Metacritic         | PS4: 74/100 XONE: 77/100 |
| Иноязычные издания |                          |
| Издание            | Оценка                   |
| Destructoid        | 8/10                     |
| GameSpot           | 6/10                     |
| IGN                | 7,3/10                   |

Игра в целом получила положительные отзывы критиков.
За первую неделю после выпуска в Японии было продано около 150 000 копий игры, что превысило продажи Street Fighter V за аналогичный период. 28 апреля Koei Tecmo объявила, что в общей сложности в Японии было продано 280 000 копий. Согласно отчету Koei Tecmo за 2016/17 финансовый год, игра была продана тиражом 350 000 копий на Западе и общим тиражом 700 000 копий по всему миру. Летом 2018 года, благодаря уязвимости в защите Steam Web API, стало известно, что точное количество пользователей сервиса Steam, которые играли в игру хотя бы один раз, составляет 119 678 человек.

## Продолжение
Продолжение, Attack on Titan 2, было анонсировано в августе 2017 года и выпущено в марте 2018 года.